# Valdo Spini
Valdo Spini (ur. 20 stycznia 1946 we Florencji) – włoski polityk, pisarz i publicysta, były parlamentarzysta, minister środowiska.

## Życiorys
Ukończył studia z zakresu ekonomii politycznej na Uniwersytecie we Florencji, po czym został pracownikiem na wydziale nauk politycznych tej uczelni. Prowadził również wykłady na amerykańskim Stanford University.
W 1962 wstąpił do Włoskiej Partii Socjalistycznej. W 1979 został po raz pierwszy wybrany do Izby Deputowanych. W niższej izbie włoskiego parlamentu zasiadał do 2008 jako poseł VIII, IX, X, XI, XII, XIII, XIV i XV kadencji. Od 1986 do 1992 z przerwami był podsekretarzem stanu w Ministerstwie Spraw Wewnętrznych, następnie został powołany na podsekretarza stanu w resorcie spraw zagranicznych. W marcu 1993 objął stanowisko ministra środowiska w rządzie Giuliana Amato, które zajmował do kwietnia tego samego roku. Następnie został ministrem ds. polityki wspólnotowej w gabinecie Carla Azeglia Ciampiego, jednak po kilku dniach objął ponownie resort środowiska (do maja 1994). Był też radnym Florencji, a pod koniec lat 80. asesorem ds. kultury we władzach miejskich.
Po rozwiązaniu partii socjalistycznej w 1994 założył nowe ugrupowanie pod nazwą Federacja Pracy (Federazione Laburista). W 1998 przyłączył się do Demokratów Lewicy. W 2007 opuścił to ugrupowanie, został działaczem Demokratycznej Lewicy. Jeszcze w tym samym roku znalazł się w komitecie założycielskim Partii Socjalistycznej. W 2008 znalazł się poza parlamentem po 29 latach posłowania. W 2009 kandydował bez powodzenia na burmistrza Florencji, wszedł natomiast do rady miejskiej.

## Wybrane publikacje
- Lo sviluppo economico della Toscana (1973)
- Firenze urbanistica e politica (1975)
- I Socialisti e la politica di Piano 1945–1964 (1982)
- Il Socialismo delle libertà (1990)
- L’esperienza del governo laburista nel dopoguerra (1991)
- Viaggio dentro le istituzioni (1992)
- Intervista sul buongoverno (1994)
- Naia? no grazie (1997)
- La Rosa e l’Ulivo (1998)
- Alla Convenzione Europea. Diario e documenti da Bruxelles (2003)
- Compagni siete riabilitati! Il grano e il loglio dell’esperienza socialista (2006)
- Vent’anni dopo la Bolognina (2010)